# Le'Ron McClain
Le'Ron McClain (født 27. december 1984 i Fort Wayne, Indiana, USA) er en amerikansk football-spiller (cornerback), der pt. er free agent Han har tidligere spillet en årrække i NFL, hvor han blandt andet i fire år har repræsenteret Baltimore Ravens.
McClains præstationer er to gange, i 2008 og 2009, blevet belønnet med udtagelse til NFL's All-Star kamp, Pro Bowl.